# شاکشا
شاکشا (انگلیسی: Shaksha) یک شهرک در شهرستان ایگلینسکی استان باشقیرستان کشور روسیه است.